# Tunelul rutier Frejus

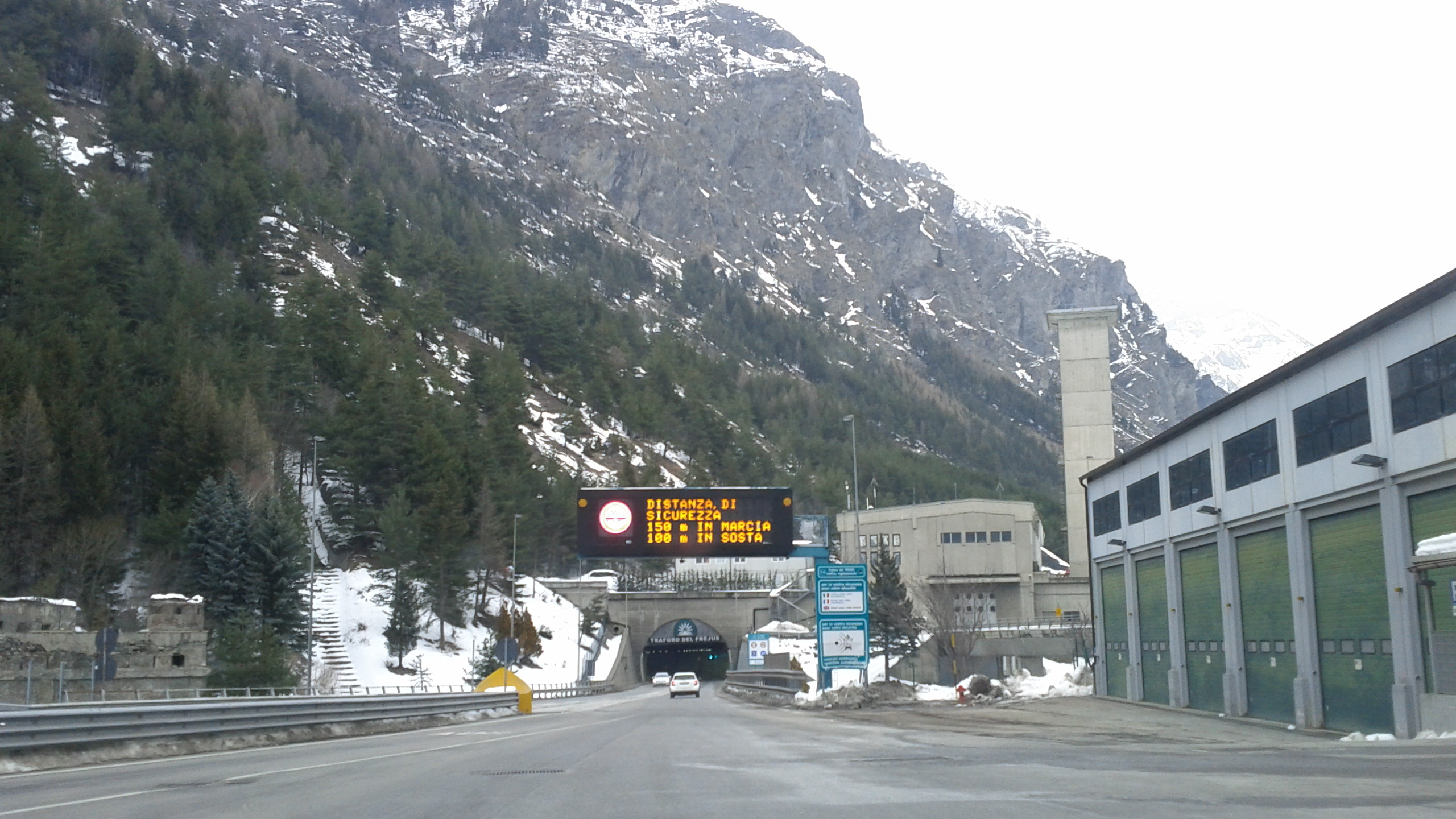
Portalul sudic al tunelului (Italia)

Tunelul rutier Frejus, de asemenea numit tunelul rutier Mont-Cenis, (în franceză Tunnel routier du Fréjus; în italiană Traforo stradale del Frejus) este un tunel de autostradă cu taxă din Alpi între Franța (Savoia) și Italia (Piemont) pe legătura dintre orașele Modane și Bardonecchia.
Trece pe sub masivul Mont Cenis paralel cu tunelul feroviar Frejus lângă Muntele Frejus (2932 m) și Trecătoarea Frejus (în franceză Col du Fréjus, 2542 m).

## Istoric
Având o lungime de 12.895 metri, tunelul Frejus a fost dat în exploatare la 12 iulie 1980 și a dus la dispariția navetelor de transport auto prin tunelul feroviar Frejus. Lucrările de tunel au început în octombrie 1974 și s-au încheiat în iulie 1979.
Tunelul traversează granița dintre Italia și Franța. Construcția și conducerea tunelului au fost adjudecate în 1974 Societății franceze de tunel rutier Fréjus (SFTRF), pentru partea franceză, și companiei italiene Società Italiana per il Traforo Autostradale del Frejus (SITAF), pentru partea italiană, fiecare fiind responsabil de secțiunea din spațiul său național. Firmele de inginerie SETEC TPI, pentru Franța, și Fiat Engineering pentru Italia, au efectuat studiile și au gestionat lucrările.
În urma accidentului din Tunelul rutier Mont Blanc din 1999, măsurile de siguranță au crescut semnificativ la începutul anilor 2000. Cu toate acestea, pe 4 iunie 2005, un incendiu în tunel a ucis doi camionagii slovaci, ducând la închiderea tunelului timp de două luni. A fost redeschis traficului pe 4 august 2005.

## Conexiune cu autostrada
Tunelul este conectat pe partea franceză de autostrada A43 a cărei lucrări de extindere în Maurienne au început în 1993 și primul tronson a fost deschis în 1996 și pe partea italiană de autostrada A32 a cărei prim tronson a fost deschis în 1983 între Savoulx și intrarea în tunel.

## Construcția celui de-al doilea tub
În 2007, s-a decis crearea unei galerii de urgență late de opt metri, paralelă cu tubul actual. Această lățime permite o viitoare deschidere la circulație a acestei galerii.
Acest al doilea tub, lung de 12,875 kilometri și lățime de 8 metri, va îmbunătăți siguranța prin separarea fluxurilor de vehicule și va deveni o singură bandă atunci când va fi pus în funcțiune, cu sensul de circulație din Italia către Franța. Lucrările de foraj au fost finalizate în noiembrie 2014 și de atunci au fost în derulare lucrările de echipare și testare. 
Primul tunel din 1980 a devenit cu flux pe direcția din Franța spre Italia și are o singură bandă de circulație și o bandă de urgență. Punerea în funcțiune a celui de-al doilea tub a fost inițial planificată pentru 2021, apoi amânată pentru toamna anului 2023. În cele din urmă, programată pentru iunie 2024, a fost anunțată o nouă amânare din cauza închiderii tunelului Mont-Blanc în trimestrul IV 2024 precum și a dificultăților întâmpinate cu sistemul de supraveghere al structurii duble. Deschiderea ar putea fi acum efectuată în primul trimestru al anului 2025, la mai bine de 11 ani de la încheierea lucrărilor inițiale de foraj.
În cadrul dublării tubului, viaductul Charmaix de pe rampa de acces pe partea franceză a fost în curs de reconstrucție între 2016 și 2023. Întreaga autostradă care traversează Franța și Italia prin Maurienne, tunelul rutier Frejus și valea Susa este de cel puțin 2 benzi cu 2 căi, cu excepția tunelului Orelle și a rampei de acces la tunel din Franța care sunt o singură bandă.

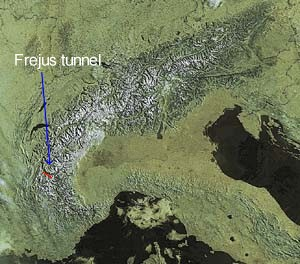
Amplasarea tunelului în arcul alpin
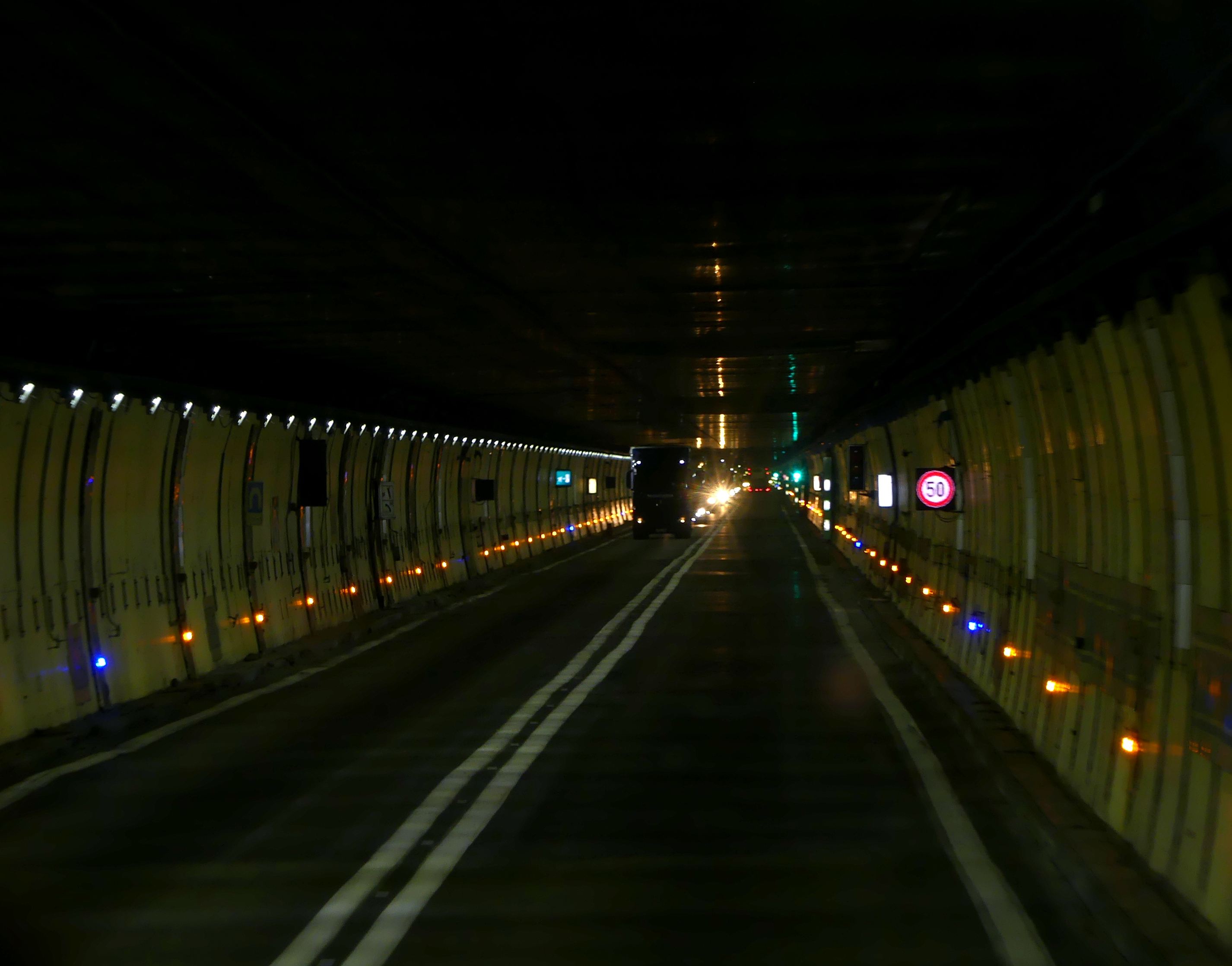
Interiorul tunelului (iunie 2023)
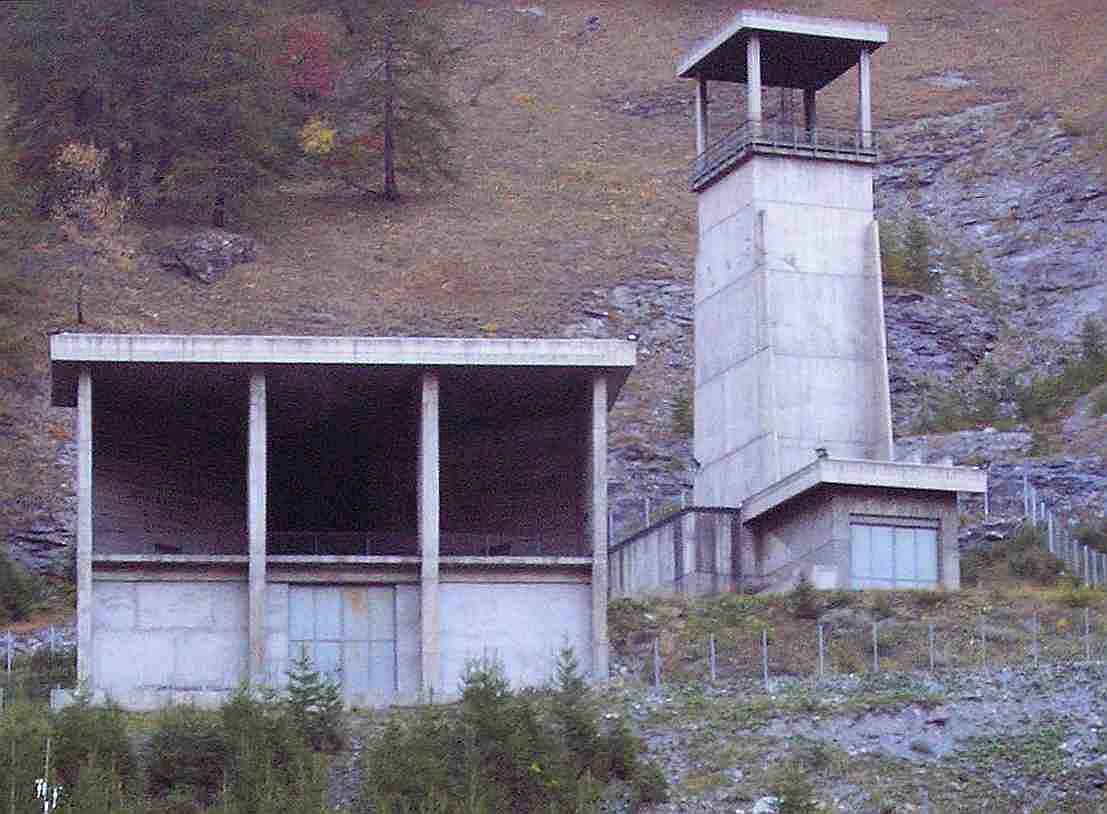
Guri de ventilație ale tunelului pe partea italiană